# Откровения дворца маньчжурского императора
«Откровения дворца маньчжурского императора» (иер. трад. 清宮啟示錄, упр. 清宫启示录, кант.-рус.: Чхин кун кхай си лук) — гонконгский кинофильм 1983 года производства киностудии братьев Шао, поставленный режиссёром Лу Цзюньгу. Другое русское название — «Леди-убийца» (англ. The Lady Assassin).

## Сюжет
Во времена династии Цин, в период правления императора Канси, за право стать следующим правителем Китая борются двое сыновей императора, четвёртый наследник Юнчжэн и четырнадцатый — Иньти. Чтобы склонить чашу весов на свою сторону, Юнчжэн получает помощь повстанца Люй Люляна, чья племянница, Люй Сынян, помогает найти завещание императора, чтобы Юнчжэн смог исправить завещание и, таким образом, сделать себя будущим главой государства вместо Иньти. Став новым императором, Юнчжэн изгоняет Иньти и «забывает» своё обещание, данное Люляну, не быть жестоким к народу. Когда Люлян приходит во дворец напомнить Юнчжэну об обещании, император принимает решение устранить повстанца. Сделав это, он становится врагом Сынян, которая впоследствии объединяет усилия с телохранителем четырнадцатого наследника, Цзэн Цзином, чтобы разобраться с узурпатором, который к тому моменту привлёк дополнительную помощь в виде японского мастера боевых искусств по прозвищу Хладнокровный.

## Исполнители ролей
Примечание: в скобках приведены имена персонажей в кантонской романизации.
- Лю Юн — 4-й наследник престола, великий князь Юнчжэн (Юнчен)
- Лиэнн Лау[англ.] — Люй Сынян[кит.] (Лёй Синён)
- Макс Мок[англ.] — 14-й наследник престола Иньти[англ.]
- Норман Чхёй[фр.] — Цзэн Цзин[англ.] (Чан Чин)
- Джейсон Бай[кит.] — Нянь Гэнъяо[англ.] (Нинь Канъиу)
- Ку Фэн — Люй Люлян[англ.] (Лёй Лаулён)
- Джонни Ван[англ.] — Лункэдо[англ.] (Лунфото)
- Сунь Цзянь[кит.] — Гань Фэнчи[кит.] (Кам Фунчхи)
- Юнь Так — Бай Тайгуань (Пак Тхайкунь)
- Ён Чинчин[кит.] — Жадеит
- Чён Кхинъю — Жемчужина
- Лу Цзюньгу — Хладнокровный
- Куань Фун — Чжан Тинъюй[англ.] (Чён Тхинъюк)
- Вон Мэймэй — Люй Сяохун (Лёй Сиухун)
- Ян Чжицин — евнух Ван (Вон)
- Цзин Мяо — маньчжурский император Канси (Хонхэй)

## Отзывы
Мартин Сэндисон (easternKicks.com) объявляет фильм «менее известной жемчужиной с безостановочным действием, объединяющим фехтование и фирменные акробатические упражнения от режиссёра Лу Цзюньгу».
Джим МакЛеннан (Girls With Guns) пишет, что фильм «занимает неудобное положение между старой и новой школой гонконгского кино, и вы сможете понять, почему звезда Shaw Brothers ослабела и всё больше и больше затмевалась Golden Harvest».